# Шляховское сельское поселение
Шля́ховское се́льское поселе́ние — муниципальное образование в Корочанском районе Белгородской области.
Административный центр — село Шляхово.

## История
Шляховское сельское поселение образовано 20 декабря 2004 года в соответствии с Законом Белгородской области № 159.

## Население
| 2010 | 2011 | 2012 | 2013 | 2014 | 2015 | 2016 | 2017 | 2018 |
| ---- | ---- | ---- | ---- | ---- | ---- | ---- | ---- | ---- |
| 525  | ↘524 | ↗528 | ↗532 | ↗548 | ↗551 | ↘546 | ↘539 | ↘524 |
| 2019 | 2020 | 2021 |      |      |      |      |      |      |
| ↗534 | ↘515 | ↗531 |      |      |      |      |      |      |

## Состав сельского поселения
| № | Населённый пункт | Тип населённого пункта       | Население |
| - | ---------------- | ---------------------------- | --------- |
| 1 | Мазикино         | село                         | ↘218      |
| 2 | Нелидовка        | деревня                      | ↘28       |
| 3 | Объединенный     | хутор                        | ↘15       |
| 4 | Ольховатка       | хутор                        | ↗18       |
| 5 | Раевка           | хутор                        | ↘8        |
| 6 | Шляхово          | село, административный центр | ↗238      |